# (8294) Takayuki
(8294) Takayuki est un astéroïde de la ceinture principale.

## Description
(8294) Takayuki est un astéroïde de la ceinture principale. Il fut découvert le 26 octobre 1992 à Kitami par Kin Endate et Kazuro Watanabe. Il présente une orbite caractérisée par un demi-grand axe de 3,02 UA, une excentricité de 0,07 et une inclinaison de 9,1° par rapport à l'écliptique.

## Compléments